# Lukáš Dostál

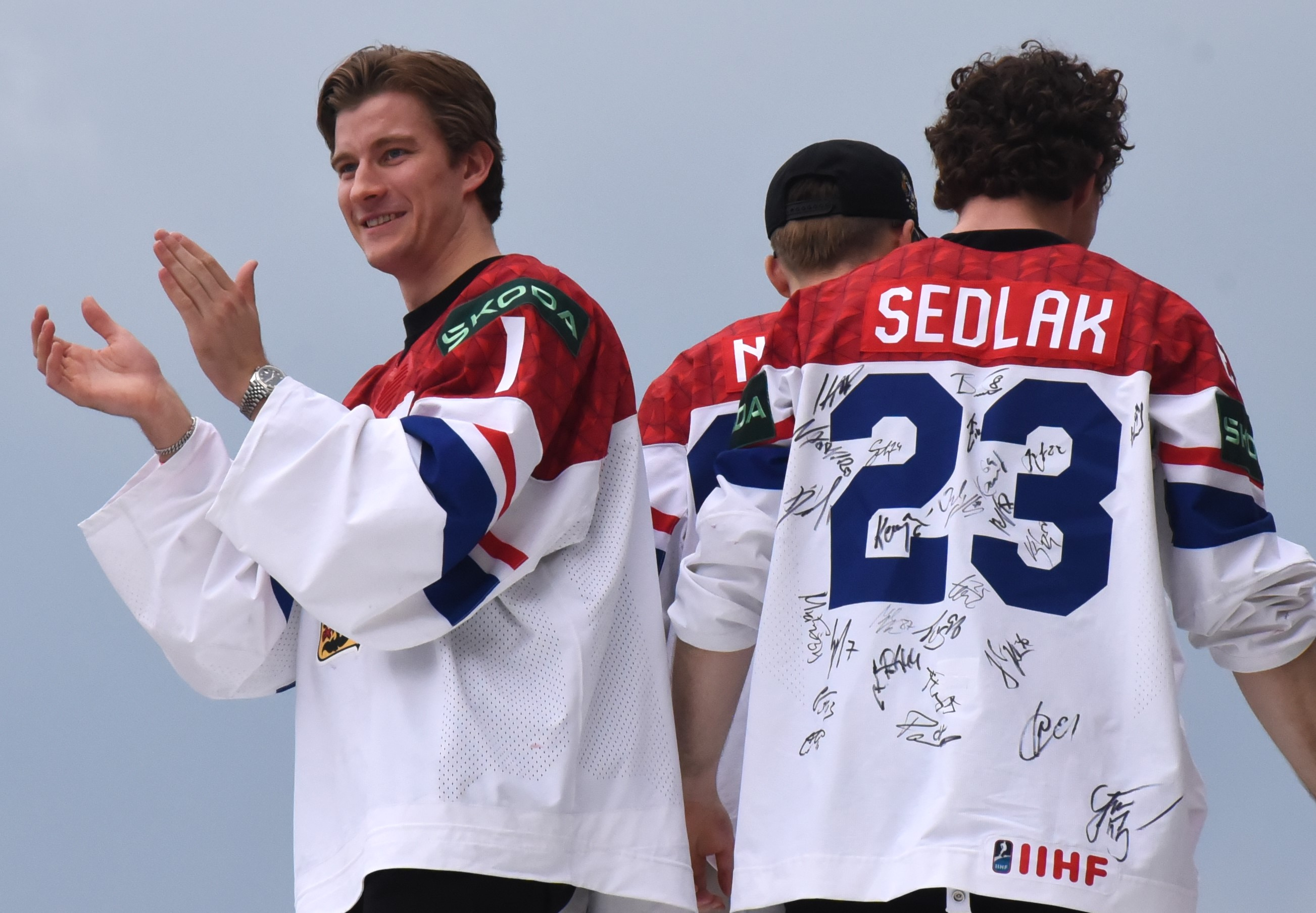
Lukáš Dostál, oslava titulu z MS 2024, Praha, Staroměstské nám., květen 2024

Lukáš Dostál (* 22. června 2000 Brno) je český hokejový brankář působící v týmu Anaheim Ducks. V roce 2024 se stal mistrem světa.

## Osobní život
Narodil se v Brně, ale vyrůstal v Bedřichovicích u Šlapanic. Kromě hokeje zkoušel ještě box, který ho ale moc nebavil, a fotbal, u kterého vydržel jen chvíli. Ve fotbale i v hokeji ho to ale už odmalička táhlo do brány. Jeho vzorem je hokejový brankář Carey Price.

## Kariéra
Hokej začal hrát v pěti letech za Kometu Brno.

### Reprezentace
Reprezentoval Česko na mistrovství světa juniorů 2019. Na turnaji nastoupil ke čtyřem zápasům včetně čtvrtfinále proti Spojeným státům. Po mistrovství světa zamířil do finského Ilves. V roce 2020 také reprezentoval Česko na mistrovství světa juniorů v Ostravě a Třinci. Roku 2020 obdržel Trofej Urpo Ylönena pro nejlepší brankáře nejvyšší finské ligy za sezonu 2019/20. Po Petru Břizovi se stal druhým Čechem s tímto oceněním.
Na domácím mistrovství světa 2024 byl gólmanskou jedničkou a podařilo se mu získat zlatou medaili. Během šampionátu vychytal tři čistá konta a to proti Finsku (v základní skupině), USA (ve čtvrtfinále) a Švýcarsku (ve finále). Jako jediný Čech získal ocenění od IIHF (pro nejlepšího brankáře šampionátu), taktéž se dostal do nejlepší sestavy volené novináři.

### NHL
V roce 2018 byl draftován týmem Anaheim Ducks na celkově 85. místě. Premiéru v dresu Anaheimu si odbyl 9. ledna 2022, kdy nastoupil do zápasu Detroit Red Wings. V zápase, jenž skončil v prodloužení, zaznamenal 33 úspěšných zákroků z celkových 36 střel (úspěšnost 91,7 %).

## Ocenění a úspěchy
- 2015 ČHL-16 – Nejvíce čistých kont
- 2015 ČHL-16 – Nejvíce vítězství
- 2015 ČHL-16 – Nejnižší průměr vstřelených branek na zápas v playoff
- 2015 ČHL-16 – Nejlepší brankář v hodnocení % v playoff
- 2016 ČHL-16 – Nejlepší brankář v hodnocení %
- 2016 ČHL-18 – Nejnižší průměr vstřelených branek na zápas v playoff
- 2017 ČHL-20 – Nejvíce vítězství
- 2018 MS-18 – Top tří nejlepších hráčů v týmu
- 2019 MSJ – Nejlepší brankář v hodnocení %
- 2019 MSJ – Top tří nejlepších hráčů v týmu
- 2020 Liiga – All-Star Tým
- 2020 Liiga – Trofej Urpo Ylönena
- 2021 Liiga – Hráč měsíce října 2020

## Prvenství

### ČHL
- Debut – 11. ledna 2019 (HC Kometa Brno proti HC Energie Karlovy Vary)
- První inkasovaný gól – 11. ledna 2019 (HC Kometa Brno proti HC Energie Karlovy Vary, útočníkem Tomášem Mikúšem)

### NHL
- Debut – 9. ledna 2022 (Anaheim Ducks proti Detroit Red Wings)
- První inkasovaný gól – 9. ledna 2022 (Anaheim Ducks proti Detroit Red Wings, obráncem Filipem Hronkem)

## Statistiky

### Základní části
| Sezona         | Tým                      | Liga           | Z  | V  | P  | Pvp | MIN   | OG  | ČK | POG  | %ChS |
| -------------- | ------------------------ | -------------- | -- | -- | -- | --- | ----- | --- | -- | ---- | ---- |
| 2015–16        | HC Kometa Brno           | ČHL-20         | 7  | 3  | 4  | 0   | 425   | 31  | 0  | 4.38 | .891 |
| 2016–17        | HC Kometa Brno           | ČHL-20         | 39 | 26 | 13 | 0   | 2,326 | 98  | 1  | 2.53 | .925 |
| 2017–18        | HC Kometa Brno           | ČHL-20         | 14 | 11 | 3  | 0   | 841   | 42  | 0  | 3.00 | .919 |
| 2017–18        | SK Horácká Slavia Třebíč | 1.ČHL          | 20 | 10 | 10 | 0   | 1,212 | 49  | 2  | 2.43 | .921 |
| 2018–19        | SK Horácká Slavia Třebíč | 1.ČHL          | 24 | 15 | 9  | 0   | 1,465 | 61  | 3  | 2.50 | .915 |
| 2018–19        | HC Kometa Brno           | ČHL            | 2  | 1  | 1  | 0   | 80    | 4   | 0  | 3.00 | .852 |
| 2018–19        | KooVee                   | Mestis         | 1  | 0  | 0  | 1   | 62    | 2   | 0  | 1.97 | .938 |
| 2018–19        | Tampereen Ilves          | Liiga          | 10 | 4  | 4  | 2   | 601   | 18  | 1  | 1.80 | .920 |
| 2019–20        | Tampereen Ilves          | Liiga          | 43 | 27 | 8  | 6   | 2,592 | 77  | 3  | 1.78 | .928 |
| 2020–21        | Tampereen Ilves          | Liiga          | 11 | 10 | 1  | 0   | 659   | 18  | 1  | 1.64 | .941 |
| 2020–21        | San Diego Gulls          | AHL            | 24 | 15 | 9  | 0   | 1,424 | 68  | 0  | 2.87 | .916 |
| 2021–22        | San Diego Gulls          | AHL            | 40 | 18 | 14 | 4   | 2,189 | 95  | 2  | 2.60 | .916 |
| 2021–22        | Anaheim Ducks            | NHL            | 4  | 1  | 2  | 0   | 202   | 10  | 0  | 2.98 | .907 |
| 2022–23        | San Diego Gulls          | AHL            | 34 | 11 | 21 | 0   | 1,836 | 91  | 3  | 2.97 | .912 |
| 2022–23        | Anaheim Ducks            | NHL            | 19 | 4  | 10 | 3   | 1,063 | 67  | 0  | 3.78 | .901 |
| 2023–24        | Anaheim Ducks            | NHL            | 44 | 14 | 23 | 3   | 2,323 | 129 | 1  | 3.33 | .902 |
| Celkem v ČHL   | Celkem v ČHL             | Celkem v ČHL   | 2  | 1  | 1  | 0   | 80    | 4   | 0  | 3.00 | .852 |
| Celkem v Liiga | Celkem v Liiga           | Celkem v Liiga | 64 | 41 | 13 | 8   | 3,852 | 113 | 1  | 1.76 | .929 |
| Celkem v NHL   | Celkem v NHL             | Celkem v NHL   | 67 | 19 | 35 | 6   | 3,587 | 206 | 1  | 3.45 | .902 |

### Play-off
| Sezona         | Tým             | Liga           | Z  | V | P | MIN | OG | ČK | POG  | %ChS |
| -------------- | --------------- | -------------- | -- | - | - | --- | -- | -- | ---- | ---- |
| 2016–17        | HC Kometa Brno  | ČHL-20         | 12 | 6 | 6 | 722 | 37 | 1  | 3.07 | .896 |
| 2017–18        | HC Kometa Brno  | ČHL-20         | 7  | 7 | 0 | 430 | 10 | 2  | 1.40 | .959 |
| 2018–19        | Tampereen Ilves | Liiga          | 7  | 2 | 5 | 457 | 19 | 0  | 2.71 | .907 |
| 2020–21        | San Diego Gulls | AHL            | 3  | 1 | 2 | 188 | 8  | 0  | 2.55 | .935 |
| 2021–22        | San Diego Gulls | AHL            | 2  | 0 | 2 | 110 | 9  | 0  | 4.90 | .850 |
| Celkem v Liiga | Celkem v Liiga  | Celkem v Liiga | 7  | 2 | 5 | 457 | 19 | 0  | 2.71 | .907 |

### Reprezentace
| Rok                       | Tým                       | Soutěž                    | Z  | V | P | R | MIN   | OG | ČK | POG  | %ChS |
| ------------------------- | ------------------------- | ------------------------- | -- | - | - | - | ----- | -- | -- | ---- | ---- |
| 2018                      | Česko 18                  | MS-18                     | 5  | 2 | 3 | 0 | 251   | 14 | 0  | 3.34 | .905 |
| 2019                      | Česko 20                  | MSJ                       | 4  | 2 | 2 | 0 | 239   | 5  | 1  | 1.25 | .957 |
| 2020                      | Česko 20                  | MSJ                       | 3  | 1 | 2 | 0 | 179   | 12 | 0  | 4.03 | .878 |
| 2022                      | Česko                     | MS                        | 1  | 1 | 0 | 0 | 60    | 1  | 0  | 1.00 | .944 |
| 2024                      | Česko                     | MS                        | 8  | 6 | 2 | 0 | 492   | 13 | 3  | 1.58 | .939 |
| Juniorská kariéra celkově | Juniorská kariéra celkově | Juniorská kariéra celkově | 20 | 9 | 9 | 2 | 1,158 | 49 | 1  | 2.53 | .921 |
| Seniorská kariéra celkově | Seniorská kariéra celkově | Seniorská kariéra celkově | 9  | 7 | 2 | 0 | 552   | 14 | 3  | 1.52 | .939 |